# 徐如俊
徐如俊（1955年—），男，汉族，江苏兴化人，中华人民共和国新闻工作者，中国共产党党员。复旦大学新闻系新闻专业毕业。

## 生平
徐如俊曾担任经济日报社社长。2016年11月，不再担任经济日报社社长。
2008年，当选第十一届全国政协委员，代表新闻出版界，分入第四十四组。2013年，当选第十二届全国人民代表大会江苏地区代表。2018年2月24日，当选为第十三届全国人大代表。